# Yoshino (district)
Yoshino (吉野郡, Yoshino-gun) is een district van de Japanse prefectuur Nara.
Op 1 april 2009 had het district een geschatte bevolking van 48.583 inwoners en een bevolkingsdichtheid van 23,6 inwoners per km². De totale oppervlakte bedraagt 2054,85 km².

## Dorpen en gemeenten
- Higashiyoshino
- Kamikitayama
- Kawakami
- Kurotaki
- Nosegawa
- Oyodo
- Shimoichi
- Shimokitayama
- Tenkawa
- Totsukawa
- Yoshino

## Geschiedenis
- Op 25 september 2005 werden de gemeenten Oto en Nishiyoshino van het district Yoshino aangehecht bij de stad Gojō.

Steden:
Gojō · Gose · Ikoma · Kashiba · Kashihara · Katsuragi · Nara (hoofdstad) · Sakurai · Tenri · Uda · Yamatokōriyama · Yamatotakada

Districten:
Ikoma · Kitakatsuragi · Shiki · Takaichi · Uda · Yamabe · Yoshino
Gemeenten per district